# Tervajärvi (sjö i Finland, Södra Karelen)
Tervajärvi är en sjö i Finland. Den ligger i kommunen Luumäki i landskapet Södra Karelen, i den södra delen av landet, 150 km nordost om huvudstaden Helsingfors. Tervajärvi ligger 69,7 meter över havet. I omgivningarna runt Tervajärvi växer i huvudsak blandskog. Arean är 1,14 kvadratkilometer och strandlinjen är 7,79 kilometer lång. Sjön  ingår i Kymmene älvs huvudavrinningsområde. 